# 日月蛤
日月蛤（学名：Amusium japonicum），是莺蛤目海扇蛤科日月蛏属的一种。主要分布于南海、韩国、台湾，出现于离岸到水深10－100米，生活在十米深的沙质海底。
其种加词“japonicum”意为“日本的”。